# Mud Factory
Mad fektori (енгл. Mud Factory) je srpski metal bend iz Vranja osnovan 2012. godine. 

## Istorijat

##### Osnivanje
Mad Fektori je osnovan 2012. godine u Vranju od strane pevača Stefana Milanović, basiste Nemanje Stankovića, gitariste Milana Stefanovića i bubnjara Nemanje Milanovića.
Maja 2013. godine su osvojili drugo mesto na 34. Požeravčkoj gitarijadi. Bend je nastupio na međunarodnom muzičkom Balkan strit festivalu u vranjskom izletištu Ćoška 20. juna 2013. godine. Mesec dana kasnije, Mad fektori je svojim nastupom otovrio treći Reload festival u Vladičinom Hanu 26. jula 2013. godine.
Tokom 2014. godine dolazi do promene sastava u bendu. Bubnjar benda Nemanja Milanović napušta bend, a na njegovom mestu dolazi pančevac Vanja Seneši, dugogodišnji prijatelj benda.

##### Pobeda na Zaječarskoj Gitarijadi i EP-ovi
Bend je avgusta 2013. godine nastupio na 47. Zaječarskoj Gitarijadi i po oceni žirija, u čijem sastavu su bili Branimir Bane Lokner, Dragiša Radulović, Dragutin Matošević i Dejan Najdanović Najda, proglašen je za najbolji bend i u tom trenutku jedini koji dolazi iz Vranja. Basista grupe, Nemanja Stanković je rekao da „nije očekivao i nije ni razmišljao o pobedi, zbog velike konkurencije i zbog toga što su svirali kao poslednji takmičarski bend.”
Mad fektori je svoj svoj prvi EP „Born For Doom” snimio u produkciji studija 3x2, a objavili su ga 23. avgusta 2013. godine. Bend je pored novčane nagrade dobio i besplatan spot za pesmu „Reason not to Kill” koji je sniman u napuštenoj fabrici stakla u Zaječaru i objavljen septembra 2013. godine.
Učestvovali su 10. maja 2014. godine na Wacken Metal Battle kvalifikacionom takmičenju za Vaken oper er festival u kragujevačkom Domu omladine gde su pobedili i nastuali u super finalu  na Andervol Festivalu (Underwall festival) u Zadru juna iste godine.
Svoj drugi EP „Project Extinction” bend je izdao 21. aprila 2015. godine za produkcijsku kuću Nocturne media. Album je sniman u pančevačkom studiju 3x2, a producent je bio Stefan Gaćeša, dok je omot albuma radio Nenad Tasić.
Dana 23. januara 2016. godine su objavili spot za pesmu „Where They Sleep” sa njihovog EP Project Extinction. Promocija je održana istog dana u prostorijama vranjskog Američkog kutka. Spot je snimljen u ćelijama Narodnog muzeja u Pančevu, a režiser i snimtalelj je bio Nemanja Đorđević, dok je montažu spota radio Strefan Gaćeša. Spot je sniman decembra 2016. godine za dva dana

#### Fektori fest
Bend započinje novi projekat stvarajući novi festival nazvan Fektori fest (Factory Fest). Prvi festival je održan 30. januara 2016. godine u dvorani Apolon u Pančevu gde je Mad fektori bio jedan od izvođača. Već sledećeg meseca, 18. februara u Vranju su održali drugi festival u Vranju gde je bend takođe bio jedan od izvođača. Basista benda, Nemanja Stanković je u intervjuu za Balkanrok obrazložio ideju festivala:
Tokom prošle godine smo došli na ideju da organizujemo festival gde bismo pružili priliku bendovima sa kojima smo do sada imali saradnju, a koje nismo imali prilike da ugostimo, da sviraju u Vranju. Ne dešava se puno stvari ovde, pogotovo vezanih za metal scenu, pa smo mislili da bi festival bio dobra prilika da se to promeni, pošto publike naravno ima. Malo smo proširili ideju da se festival održava svuda gde za to ima uslova pa smo tako ubacili i Pančevo.
Avgusta 2016. godine, bend je nastupao u revijalnom delu na jubilarnoj 50. Zaječarskoj gitarijadi.
Mad fektori je 19. juna 2018. godine nastupio na Eksploziv stejdžu Egzita. Iste godine je nastupio 1. septembra na festivalu posvećenom dokumentarno-muzičkom filmu „Siti Fest” u Nišu.

## Stil i uticaji
U početku svog nastanka sebe su definisali kao sladž/stoner metal bend, da bi se kasnije deklarisali kao det/gruv metal. Gitarista benda Milan Stefanović je u intervjuu za portal Balkanrok 28. oktobra 2013. godine izjavio da ne „vole da generalizuju pravac” i često se za sebe izjašnjavaju da sviraju metal. Portal Serbian Metal je ocenjivajući njihov prvi EP "Born for Doom" istakao da se na izdanju mogu čuti razni uticaji „od brutalnog detkora, preko treša i gruva, do popriličnog uticaja stoner zvuka”.
Prema njihovim sopstvenim rečima na njih najveći uticaj su imali bendovi poput Mašin Heda, Lemb of gad, Devildrajver, Vajtčepel, Gožira i Mastadon. Sve tekstove benda piše vokalista benda Stefan Milanović.

## Članovi
| Sadašnji članovi - Vokal — Stefan Milanović (2012-danas) - Bas gitara — Nemanja Stanković (2012-danas) - Gitara - Milan Stefanović (2012-danas) - Bubanj — Vanja Seneši (2014-danas) | Bivši članovi - Bubanj — Nemanja Milanović (2012-2014) |

Vremenska linija

## Diskografija
Ekstended plej (EP)
- (2013)
- (2015)

Singlovi
- (2013)
- (2016)

## Spoljašnje veze
- Zvanična Fejsbuk stranica benda
- Članak o bendu na Encyclopaedia Metallum
- Zvanična Fejsbuk stranica Fektori festa